# Sistema de controle
Um sistema de controle pode ser definido como um conjunto de equipamentos e dispositivos que gerenciam o comportamento de máquinas ou outros sistemas físicos. Para isso, é necessário realizar a modelagem matemática da planta, seguida do projeto do controlador.  Posteriormente, segue-se para a elaboração física dos sistemas. Alguns processos podem ser não controláveis ou apresentar não-linearidades de operação. Nestes casos, devem ser utilizadas técnicas de controle sofisticadas, conforme os objetivos de projeto e custos envolvidos.
Como exemplos de aplicações desses sistemas, pode-se citar: controle de ferramenta nas máquinas CNC, estabilidade de vôo em aeronaves, controle de servomecanismos, sistemas robotizados, etc.
Há alguns tipos comuns de controladores, com muitas variações e combinações: controle lógico (digital), controle realimentado analógico (ou linear), controle robusto; sendo este de grande importância, pois garante um certo padrão mínimo de desempenho para o sistema, mesmo na presença de incertezas sobre o modelo. Há também a lógica fuzzy, que procura modelar o raciocínio humano, podendo combinar a estrutura fácil da lógica com a utilidade do mundo real dos controles realimentados.

## Controles digitais
Sistemas de controles lógicos para a indústria e equipamentos comerciais, foram historicamente implementados através da lógica de relés, projetados utilizando a lógica ladder. Atualmente, a maioria dos sistemas são implementados através de CLP ou microcontrolador. A notação ladder ainda é muito utilizada em CLP's.
Controladores digitais podem utilizar chaveamento, sensores, termostatos, pressostatos, etc., e podem ligar e desligar equipamentos em diversas operações. Sistemas lógicos são utilizados em operações de sequências mecânicas em diversas aplicações. Os CLP's podem ser programados em diversas linguagens como por exemplo,  ladder, SFC e programação estruturada.
Exemplos de aplicações incluem elevadores, máquinas de lavar e outros equipamentos com operações de liga-desliga automáticos.
Sistemas lógicos são fáceis de projetar e podem manipular operações muitos complexas. Alguns aspectos dos sistemas lógicos são projetados utilizando princípios da lógica Booleana.

## Controles analógicos
O termostato é um controlador simples de malha fechada: quando o valor do processo (PV) vai abaixo do set point (SP), a resistência é ligada. Outro exemplo pode ser um pressostato de um compressor de ar, quando a pressão de processo cai abaixo do set point (SP), o compressor é ligado. Refrigeradores e bombas de vácuo possuem mecanismos de operação similares, porém efetuando o controle de modo proporcional, realizando assim a correção do erro. Em alguns casos, sistemas simples de controle on-off podem ser eficazes na malha fechada, não sendo necessário a utilização de técnicas como PID ou PI, que são mais precisas, porém mais caras de serem implementadas. Contudo, em outros processos, como no posicionamento preciso de um braço robótico, é necessário o uso de técnicas mais complexas, eliminando totalmente o erro em regime permanente.